# Rickson Gracie
Rickson Gracie (Río de Janeiro, 21 de noviembre de 1958) es un artista marcial mixto brasileño, Gran Maestro Cinturón Rojo 9.º Dan de jiu-jitsu brasileño. Integrante de la familia Gracie, Rickson es probablemente el miembro más icónico de la dinastía, habiendo sido uno de los pioneros del jiu-jitsu brasileño a nivel tanto nacional como internacional, y es considerado uno de los principales impulsores de las artes marciales mixtas, si bien también ha sido visto por algunos como una de las figuras más polémicas de este deporte.
Es conocido sobre todo por sus apariciones en eventos de Japón, donde logró seis victorias en Vale Tudo Japan, dos en Pride y una en C2K.
Ha sido considerado por muchos (entre ellos y en su momento inclusive por su padre Helio Gracie) como el mejor practicante de jiujitsu de la historia dentro de la legendaria familia Gracie.

## Carrera
Rickson, el tercer hijo de Hélio Gracie, comenzó a competir en el estilo de su padre a los seis años, y según se dice, empezó a enseñar el arte a los 15 y consiguió el cinturón negro a los 18, la edad mínima para poseer tal reconocimiento. Dos años más tarde, Rickson consiguió su primera victoria contra el conocido peleador callejero Rei Zulu, quien, a pesar de no poseer ningún entrenamiento en artes marciales, se decía que llevaba ya una racha de 140 peleas ganadas. Gracie usó su jiu-jitsu para resistir todas las acometidas de Zulu desde posiciones defensivas en el suelo, esperando el cansancio de su rival y que cometiese un error para aprovecharlo inmediatamente y aplicar una estrangulación desnuda posterior. Cinco años después, Zulu le retó a una revancha, en la que perdió nuevamente ante Rickson.
El 5 de julio de 1988, Rickson tuvo una famoso encuentro con Hugo Duarte, practicante de luta livre. Duarte, cuya disciplina era practicada sobre todo por personas de clase baja que no podían costearse clases de jiu-jitsu, había estado criticando a Rickson y a su escuela debido a unos comentarios polémicos de Hélio, y cuando Gracie y él se encontraron en la playa de Río de Janeiro entrenando con sus respectivos estudiantes, Rickson le retó allí mismo. Duarte se negó a luchar si no era en un cuadrilátero con árbitros y seguridad, pero Rickson le pegó una bofetada delante de sus alumnos y volvió a retarle, por lo que Hugo tuvo que ceder. Rodeados por la gente de la playa, Rickson consiguió la posición montada sobre Duarte y le obligó a golpes a decir «Rickson es el rey», mientras los aprendices de Gracie filmaban la escena. Duarte y sus estudiantes acudieron días después a la escuela de Rickson y exigieron una revancha, la cual Rickson ganó de nuevo, pero no sin requerir que la policía hiciese acto de presencia. Posteriormente, Rickson retó también a un compañero de Hugo, Eugenio Tadeu, y se enfrentó a él, pero la lucha acabó en empate tras 50 minutos.
En 1989, Rickson y sus hermanos Rorion, Royce y Royler se desplazaron a Estados Unidos para fundar su academia de jiu-jitsu en Torrance, California.
Además de jiu-jitsu brasileño, Rickson ha participado en competiciones de judo y sambo. En esta última, Rickson tuvo su única derrota conocida en un campeonato de 1993 contra Ron Tripp, quien le derrotó vía uchi mata en 45 segundos. Rickson, no obstante, ha asegurado que la derrota se debió a no conocer bien las normas del torneo.

### Carrera en Japón
Rickson inició su carrera en Japón en 1994 compitiendo en el Vale Tudo Japan, un evento de artes marciales mixtas organizado por Satoru Sayama, fundador y director de la empresa Shooto. El torneo tenía como objetivo atraer a luchadores de todo el mundo, y contaba con reglas más relajadas de lo habitual en Japón. Gracias al jiu-jitsu brasileño, virtualmente desconocido en los cuadriláteros japoneses, Rickson ganó el torneo, venciendo al representante de Daido-Juku Yoshinori Nishi y a los americanos Dave Levicky y Bud Lewis.
Gracias a sus victorias, Rickson cobró una gran fama en el país nipón, lo que atrajo la atención de Union of Wrestling Forces International, la empresa de shoot wrestling más grande de Japón. Los directivos de la promoción, a través de Sayama, ofrecieron un contrato a Rickson para luchar con ellos contra su campeón Nobuhiko Takada, pero el brasileño se negó, no queriendo tener nada que ver con la lucha coreografiada que ellos ejercían. Por ello, la UWF-i envió en diciembre de 1994 a Yoji Anjo, experto en Muay Thai y mano derecha de Takada, a retar a Rickson en su dojo de Los Ángeles, con toda la prensa japonesa detrás y proclamando que estaba seguro de poder vencer al brasileño. Gracie, quien se encontraba en su casa mientras todo sucedía, aceptó el reto y acudió a la academia, donde atacó brutalmente a Anjo, haciéndole sangrar profusamente y estrangulándolo hasta la inconsciencia. Al día siguiente, Anjo se disculpó con Rickson por sus palabras antes del reto, y le dio las gracias por la lucha. Rickson y Anjo hablaron de una revancha en la siguiente edición del Vale Tudo Japan, pero Anjo no pudo participar en ella por problemas de estipulación en su empresa.
En 1995, Rickson fue invitado de nuevo al Vale Tudo Japan 1995, donde esta vez le esperarían oponentes más duros. Gracie se abrió paso hasta la final sobre Yoshihisa Yamamoto y Koichiro Kimura y llegó a enfrentarse al sagaz Yuki Nakai, luchador de Shooto que había perdido la visión de un ojo esa misma noche en un brutal combate con Gerard Gordeau. Después de un encarnizado intercambio de posiciones en el suelo, Rickson consiguió someter al pequeño japonés con una estrangulación desnuda, volviendo a ganar el torneo de Sayama.
Dos años después, en 1997, finalmente pudo celebrarse el encuentro entre Rickson y Nobuhiko Takada, que tuvo lugar en el recién creado evento KRS PRIDE. Durante el combate, después de un intenso forcejeo, Rickson se hizo con la victoria con relativa facilidad, derribando al inexperto Nobuhiko y sometiéndolo con una luxación de brazo. La victoria del brasileño sobre Takada le dio un estatus legendario en Japón, donde ahora el público miraba a sus otros dos pilares del shoot, Masakatsu Funaki y Akira Maeda, para recuperar el honor de las artes de lucha del país. Maeda solicitó inmediatamente enfrentarse a Rickson, pero este prefirió luchar de nuevo contra Takada en un combate de revancha en PRIDE 4, declarando que Takada era un guerrero y que merecía otra oportunidad. En esta ocasión, Takada conocía ya el estilo de Rickson y le mantuvo en un clinch lejos del suelo para así neutralizar la ventaja del jiu-jitsu de Gracie. Sin embargo, en un momento de excesiva confianza, el japonés permitió a Rickson llevarle a su guardia. Allí Takada intentó una leglock en dos ocasiones, pero Rickson consiguió la ventaja y acabó sometiéndole de nuevo. Gracias al enfrentamiento entre Rickson y Takada, PRIDE se convirtió en una empresa completa, PRIDE Fighting Championships, donde varios miembros de la familia Gracie competirían extensamente los años venideros. Rickson hizo una breve aparición en el evento PRIDE 5, participando en una exhibición de jiu-jitsu brasileño con su hermano Royce.
En mayo de 2000, los directivos de PRIDE propusieron a Rickson una lucha contra Kazushi Sakuraba, un aprendiz de Takada que había sido bautizado por la prensa como «Gracie Hunter» después de haber derrotado a sus hermanos Royler y Royce Gracie, pero Rickson rechazó la oferta. En cambio, accedió a un enfrentamiento con Masakatsu Funaki en el evento Colosseum, el cual tuvo que pasar por largas negociaciones para ser celebrado, ya que el brasileño y su equipo exigieron numerosas reglas adicionales, entre las que estaban prohibir la tirada de toalla, los rodillazos y los golpes a la cabeza; el evento casi tuvo que ser suspendido, hasta que el lado de Funaki terminó por acceder. Durante la lucha, después de intercambiar algunos golpes de pie, Rickson se tendió en el suelo a esperar su oportunidad, típica jugada Gracie, pero después de un intercambio de patadas, el brasileño logró alcanzar la rodilla lesionada de Funaki, lo que le permitió derribarle cuando volvieron a la verticalidad. Después de golpearle varias veces, Gracie le apresó en una estrangulación desnuda. Masakatsu no se rindió, pero perdió la consciencia en la llave, de modo que la pelea fue detenida por el árbitro para brindar la victoria al brasileño.
Otra estrella de Japón, Naoya Ogawa, había expresado interés en luchar contra el ganador del encuentro, opción que Rickson consideró aceptable; a su vez, la empresa de lucha libre profesional New Japan Pro Wrestling propuso que Gracie luchara con Riki Choshu, pero esto fue rechazado de pleno por Rickson, al igual que la posterior oferta de enfrentarse a Shinya Hashimoto, más ducho que Choshu en las artes marciales. El encuentro entre Gracie y Ogawa fue acordado para principios de 2001, pero su curso se interrumpió debido a la muerte de Rockson, el hijo de Rickson. Debido a ello, Rickson suspendió sus actividades en Japón, las últimas en su carrera profesional.

### Retiro
Rickson no ha vuelto a subir a un cuadrilátero desde la desaparición y muerte de su otro hijo adolescente Rockson, del cual apareció el cuerpo sin vida año y medio después a causa de un sobredosis de drogas. La hipótesis barajada y el archivo del caso hablaban de un secuestro y posterior ejecución causado por la frustración de no haber podido conseguir el rescate.

## Controversias
A pesar de su fama en el mundo del jiu-jitsu brasileño, Rickson ha sufrido duras críticas por parte de la comunidad internacional de artes marciales mixtas modernas por varios motivos, que van desde sus polémicas declaraciones sobre otros luchadores hasta su no menos polémica ética de trabajo.
En 2000, cuando tanto los directivos de PRIDE Fighting Championships como la comunidad de las artes marciales mixtas esperaban una lucha entre Rickson y Kazushi Sakuraba para restablecer el poderío de la familia Gracie, Rickson se negó con el pretexto de que Sakuraba «no tenía el espíritu de un guerrero». Más adelante, años después de la muerte de su hijo que le mantuvo apartado de los cuadriláteros, el brasileño rechazaría una oferta de cinco millones dólares por enfrentarse a Sakuraba en HERO'S, aduciendo supuestos motivos personales. Todo esto disparó los rumores de que Rickson se negaba a luchar con Sakuraba por temor a ser vencido. De la misma manera, algunos señalaron el hecho de que Rickson había accedido a luchar contra Masakatsu Funaki solo porque el nivel de desgaste físico de Funaki, causado por lesiones de muchos años de carrera, le hacía un oponente más fácil, así como que Rickson solo había aceptado tras obligar a los promotores del evento a cambiar las reglas de forma abusiva en su favor, creando tal agitación que el evento casi fue cancelado.
Estas controversias han levantado la opinión popular de que la fama de Rickson se fundamenta solo en no haberse enfrentado nunca a oponentes poderosos, ya que Gracie ha rechazado sistemáticamente retos de peleadores como Mark Kerr, Ken Shamrock, Marco Ruas y Bas Rutten. Otros, por otro lado, han criticado que parte de su éxito contra oponentes menores se explicaría por esta misma aura de invencibilidad, la cual le daría una ventaja psicológica importante sobre ellos.
En mayo de 2008, ocho años después de haber competido en su último evento profesional, Rickson comentó para la revista Tokyo Sports que podía vencer fácilmente a todos los luchadores de renombre de la época, así como que aunque Fedor Emelianenko era un gran atleta, su capacidad técnica era mediocre, y que estaba seguro de poder derrotarle. Dos años después, continuó con sus apreciaciones clamando que Emelianenko merecía perder su combate con Ricardo Arona, que Brock Lesnar no tenía defensa, que Shane Carwin era deficiente en su jiu-jitsu y que Antonio Rodrigo Nogueira no tenía habilidad de guardia. Tales declaraciones llevaron a Wanderlei Silva a decir que Rickson «vive en un mundo de fantasía».
Años después de su retiro, Rickson declaró haber ganado más de 400 combates, afirmación que fue inmediatamente puesta en duda no solo por voces extranjeras, sino también desde dentro de la familia Gracie. Helio Gracie manifestó que Rickson solo había participado en los combates que figuran en su registro oficial, y que era necesario contar los combates amateur y hasta las prácticas para llegar a la cifra de 400 combates que Rickson había dicho. Añadió además que si él mismo, Helio, contara sus luchas de la misma manera, tendría por lo menos un millón.
En 2010, después del lanzamiento del videojuego EA Sports MMA, Kron Gracie reveló que la ausencia de Rickson del juego como personaje jugable se debía a que éste había insistido en que no quería ser derrotado ni en la realidad ni en la ficción.

## Campeonatos y logros
- Vale Tudo Japan
  - VTJ Open Tournament (1994)
  - VTJ Open Tournament (1995)
  - Pride 1 main event winner
  - Pride 4 main event winner

## Registro en artes marciales mixtas
| Resultado | Registro | Oponente           | Método                              | Evento                     | Fecha                 | Ronda | Tiempo | Localización           |
| --------- | -------- | ------------------ | ----------------------------------- | -------------------------- | --------------------- | ----- | ------ | ---------------------- |
| Victoria  | 11-0     | Masakatsu Funaki   | Sumisión técnica (rear naked choke) | C2K: Colosseum             | 26 de mayo de 2000    | 1     | 12:49  | Tokio, Japón           |
| Victoria  | 10-0     | Nobuhiko Takada    | Sumisión (cross armbar)             | PRIDE 4                    | 11 de octubre de 1998 | 1     | 9:30   | Tokio, Japón           |
| Victoria  | 9-0      | Nobuhiko Takada    | Sumisión (cross armbar)             | PRIDE 1                    | 11 de octubre de 1997 | 1     | 4:47   | Tokio, Japón           |
| Victoria  | 8-0      | Yuki Nakai         | Sumisión (rear naked choke)         | Vale Tudo Japan 1995       | 20 de abril de 1995   | 1     | 6:22   | Tokio, Japón           |
| Victoria  | 7-0      | Koichiro Kimura    | Sumisión (rear naked choke)         | Vale Tudo Japan 1995       | 20 de abril de 1995   | 1     | 2:07   | Tokio, Japón           |
| Victoria  | 6-0      | Yoshihisa Yamamoto | Sumisión técnica (rear naked choke) | Vale Tudo Japan 1995       | 20 de abril de 1995   | 3     | 3:49   | Tokio, Japón           |
| Victoria  | 5-0      | Bud Smith          | Sumisión (puñetazos)                | Vale Tudo Japan 1994       | 29 de julio de 1994   | 1     | 0:39   | Urayasu, Chiba, Japón  |
| Victoria  | 4-0      | Dave Levicki       | Sumisión (puñetazos)                | Vale Tudo Japan 1994       | 29 de julio de 1994   | 1     | 2:40   | Urayasu, Chiba, Japón  |
| Victoria  | 3-0      | Yoshinori Nishi    | Sumisión (rear naked choke)         | Vale Tudo Japan 1994       | 29 de julio de 1994   | 1     | 2:58   | Urayasu, Chiba, Japón  |
| Victoria  | 2-0      | Rei Zulu           | Sumisión (rear naked choke)         | Promociones independientes | 1 de enero de 1984    | 1     | 5:00   | Río de Janeiro, Brasil |
| Victoria  | 1-0      | Rei Zulu           | Sumisión (rear naked choke)         | Promociones independientes | 25 de abril de 1980   | 1     | 11:55  | Brasilia, Brasil       |

## Filmografía
| Título              | Papel                          | Año  |
| Choke               | Él mismo                       | 1999 |
| The Incredible Hulk | Instructor de Gracie Jiu-Jitsu | 2008 |